# آغا خان الخامس
الأمام رحيم الحسيني آغا خان (بالفارسية: رحيم آقا خان؛ مواليد 12 أكتوبر 1971)، المعروف باسم الآغا خان الخامس (بالفارسية: آقاخان پنجم)، هو الإمام الخمسون، أو الإمام الحاضر، للمسلمين الشيعة الإسماعيليين النزاريين (اغاخانية). وهو الثاني من بين أبناء الإمام شاه كريم آغا خان الرابع الأربعة، وخلف والده عند وفاته في فبراير 2025. يقيم في جنيف بسويسرا، وقد شارك بشكل نشط لسنوات عديدة في إدارة شبكة الآغا خان للتنمية (AKDN).

## الحياة المبكرة والتعليم
وُلِد الأمير رحيم آغا خان في 12 أكتوبر 1971 في جنيف سويسرا، وهو الابن الأكبر والثاني الأكبر بين ثلاثة أطفال ولدوا للآغا خان الرابع (الأمير كريم الحسيني) وزوجته الأولى الأميرة سليمة آغا خان (سارة كروكر بول)، عارضة أزياء بريطانية سابقة.
تلقى الأمير رحيم تعليمه في الولايات المتحدة، وحصل على تعليمه الثانوي في أكاديمية فيليبس، أندوفر، ماساتشوستس (1990)، وتخرج من جامعة براون بدرجة البكالوريوس في الأدب المقارن في عام 1995. وفي عام 2006 أكمل دراساته العليا في الإدارة والتنظيم في برشلونة، إسبانيا، في كلية إدارة الأعمال IESE بجامعة نافارا.
في عام 2010، أسس سلسلة ورش عمل آغا خان براون في معهد واتسون.